# Newmarket (Suffolk)

Rennbahn Newmarket

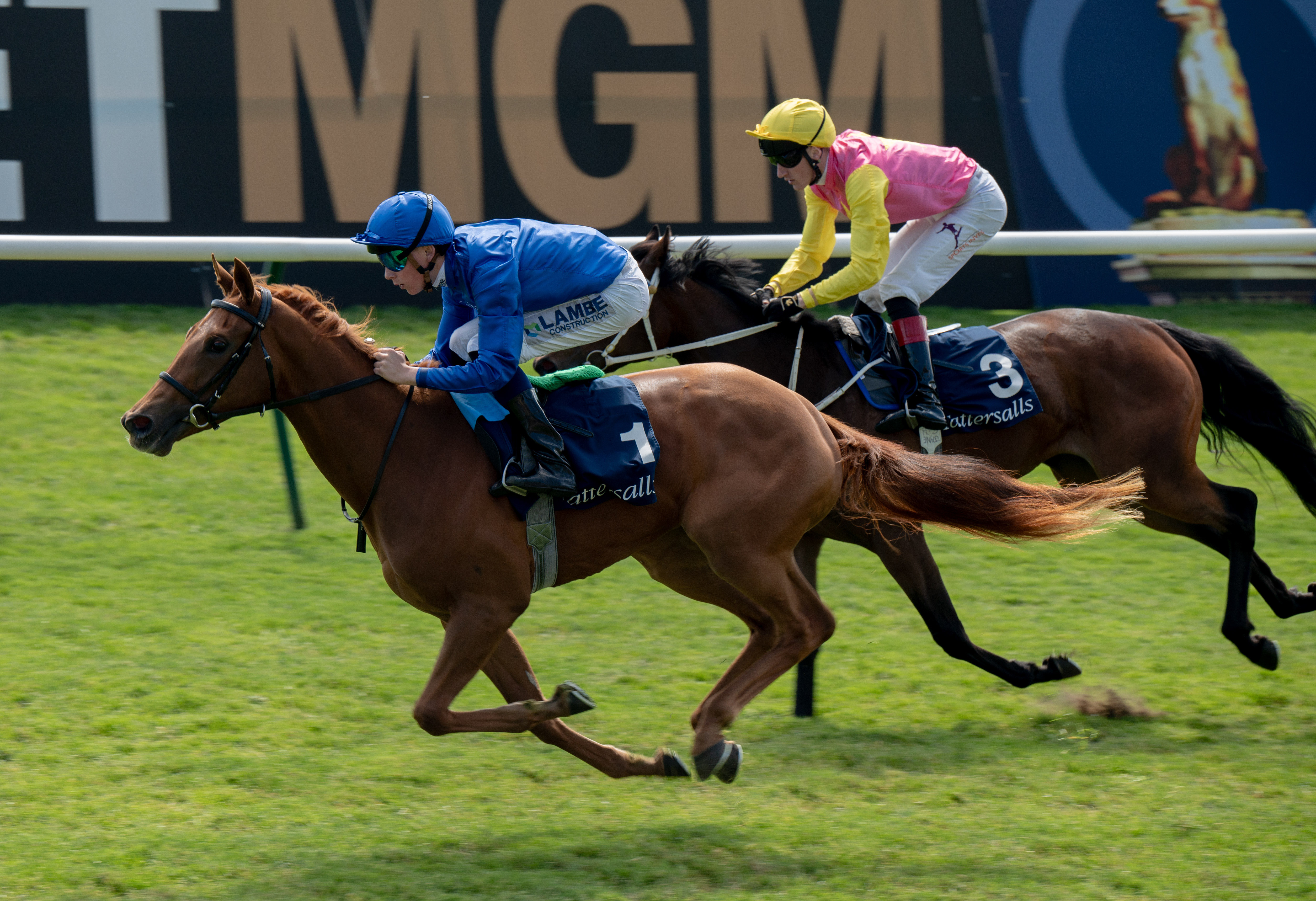
Rennen in Newmarket

Newmarket ist eine Marktstadt in der englischen Grafschaft Suffolk. Sie liegt etwa 110 km (65 Meilen) nordöstlich von London und etwa 20 km östlich von Cambridge. Sie ist mit 18.864 Einwohnern (Census 2021) die drittgrößte Stadt im District West Suffolk.

## Pferderennen
Newmarket gilt als Zentrum des britischen Pferderennsports. Die Stadt beherbergt eine große Zahl an Rennställen und viele wichtige Pferderennorganisationen, darunter das Auktionshaus Tattersalls für den Handel mit Vollblutpferden und das National Stud. Neben dem Sitz des 1750 gegründeten britischen Jockey Club befindet sich das National Horseracing Museum, ein Museum für Pferderennen.

### Rennbahn Newmarket
Newmarket hat mehrere Pferderennbahnen. Jährlich kommen etwa 330 000 Besucher zu den Rennen.
Die „Rowley Mile“ ist eine 2.000 m lange, leicht bergauf führende Gerade, auf der im Frühjahr und im Herbst Rennen stattfinden. Die Rowley Mile zeichnet sich durch ihre sehr breite Bahn aus. Hier können Rennen mit großen Starterfeldern und bis zu 35 Teilnehmern ausgetragen werden, wie die beiden Rennen, die das Autumn-Double bilden: das Cambridgeshire-Handicap und das Cesarewitch-Handicap, das seit 1839 jährlich ausgetragen wird.
Der „July Course“ wird im Sommer verwendet. Die Gerade ist eine Meile lang. Zunächst geht es lange bergab, bevor die letzten 200 Metern bergauf zum Ziel führt. Dieses befindet sich vor den Tribünen und dem Waagenhaus aus dem 19. Jahrhundert. Auf dem July Course finden auch Freitagabend-Rennen mit anschließenden Konzerten statt. Bisher traten dort unter anderem Rudimental, Craig David, Paloma Faith, Chic, George Ezra, Kylie Minogue, Kaiser Chiefs, Tom Jones, Westlife, The Corrs, Olly Murs, Little Mix und Madness auf.
Der „Round Course“ (ehemals „King's Plate Course“) ist eine dritte Bahn, die nur einmal im Jahr für das heute weniger bedeutende, aber historisch interessante „Newmarket Town Plate“ genutzt wird. Das Newmarket Town Plate wird seit dem Jahr 1666 über eine Distanz von rund 6035 m ausgetragen. Das Rennen wurde von König Karl II. initiiert, der es 1671 als bisher einziger regierender Monarch gewann.
In Newmarket werden zahlreiche Gruppenrennen veranstaltet, sowie zwei der fünf klassischen Rennen des Landes, auf der Rowley Mile werden Ende April oder Anfang Mai das britische Triple Crown Rennen 2000 Guineas sowie das Stutenrennen 1000 Guineas, das zur Fillies Triple Crown gehört, ausgetragen. Während der beiden Weltkriege wurden alle Klassischen Rennen hier und nicht an ihren traditionellen Orten ausgetragen.
| Monat     | Rennen                      | Rennbahn | Grade     | Distanz | Alter/Geschlecht           |
| --------- | --------------------------- | -------- | --------- | ------- | -------------------------- |
| Mai       | 2,000 Guineas Stakes        | Rowley   | Gruppe I  | 1609 m  | 3-jährige                  |
| Mai       | 1,000 Guineas Stakes        | Rowley   | Gruppe I  | 1609 m  | 3-jährige Stuten           |
| Juli      | Princess of Wales's Stakes  | July     | Gruppe II | 2414 m  | 3-jährige und älter        |
| Juli      | July Stakes                 | July     | Gruppe II | 1207 m  | 2-jährige                  |
| Juli      | Falmouth Stakes             | July     | Gruppe I  | 1609 m  | 3-jährige Stuten und älter |
| Juli      | Duchess of Cambridge Stakes | July     | Gruppe II | 1207 m  | 2-jährige Stuten           |
| Juli      | Superlative Stakes          | July     | Gruppe II | 1408 m  | 2-jährige                  |
| Juli      | July Cup                    | July     | Gruppe I  | 1207 m  | 3-jährige und älter        |
| September | Joel Stakes                 | Rowley   | Gruppe II | 1609 m  | 3-jährige und älter        |
| September | Fillies' Mile               | Rowley   | Gruppe I  | 1609 m  | 2-jährige Stuten           |
| September | Sun Chariot Stakes          | Rowley   | Gruppe I  | 1609 m  | 3-jährige Stuten und älter |
| September | Royal Lodge Stakes          | Rowley   | Gruppe II | 1609 m  | 2-jährige                  |
| September | Cheveley Park Stakes        | Rowley   | Gruppe I  | 1207 m  | 2-jährige Stuten           |
| Oktober   | Challenge Stakes            | Rowley   | Gruppe II | 1408 m  | 3-jährige und älter        |
| Oktober   | Cesarewitch Handicap        | Rowley   | Handicap  | 3621 m  | 3-jährige und älter        |
| Oktober   | Rockfel Stakes              | Rowley   | Gruppe II | 1408 m  | 2-jährige Stuten           |
| Oktober   | Dewhurst Stakes             | Rowley   | Gruppe I  | 1408 m  | 2-jährige                  |
| Oktober   | Middle Park Stakes          | Rowley   | Gruppe I  | 1207 m  | 2-jährige                  |

### Rennställe & Training
In Newmarket und Umgebung werden rund 2.600 Rennpferde von 85 Trainern mit 2000 Mitarbeitern trainiert (2014). Bei knapp 20.000 Einwohnern hängen zahlreiche Arbeitsplätze mit dem Pferderennsport zusammen. Für das Training der Rennpferde verfügt die Stadt über 80 Kilometer vom Jockey Club sorgfältig gepflegte Rasengaloppbahnen sowie über mehr als 23 Kilometer Allwetterbahnen mit Sandboden. Diese verteilen sich auf die drei Trainingsgebiete. „Racecourse side“ befindet sich neben der Rowley-Mile-Rennbahn und ist überwiegend flach. „Warren Hill“ überblickt die Stadt und besteht aus drei Allwetterbahnen sowie einer Vielzahl von Grasbahnen. „Buryside“ liegt in der Nähe der Bury Road und der Eisenbahnlinie. In diesen Heidelandschaften leben Vogel- und Tierarten, die nur in diesem Terrain vorkommen.

### Pferdezucht

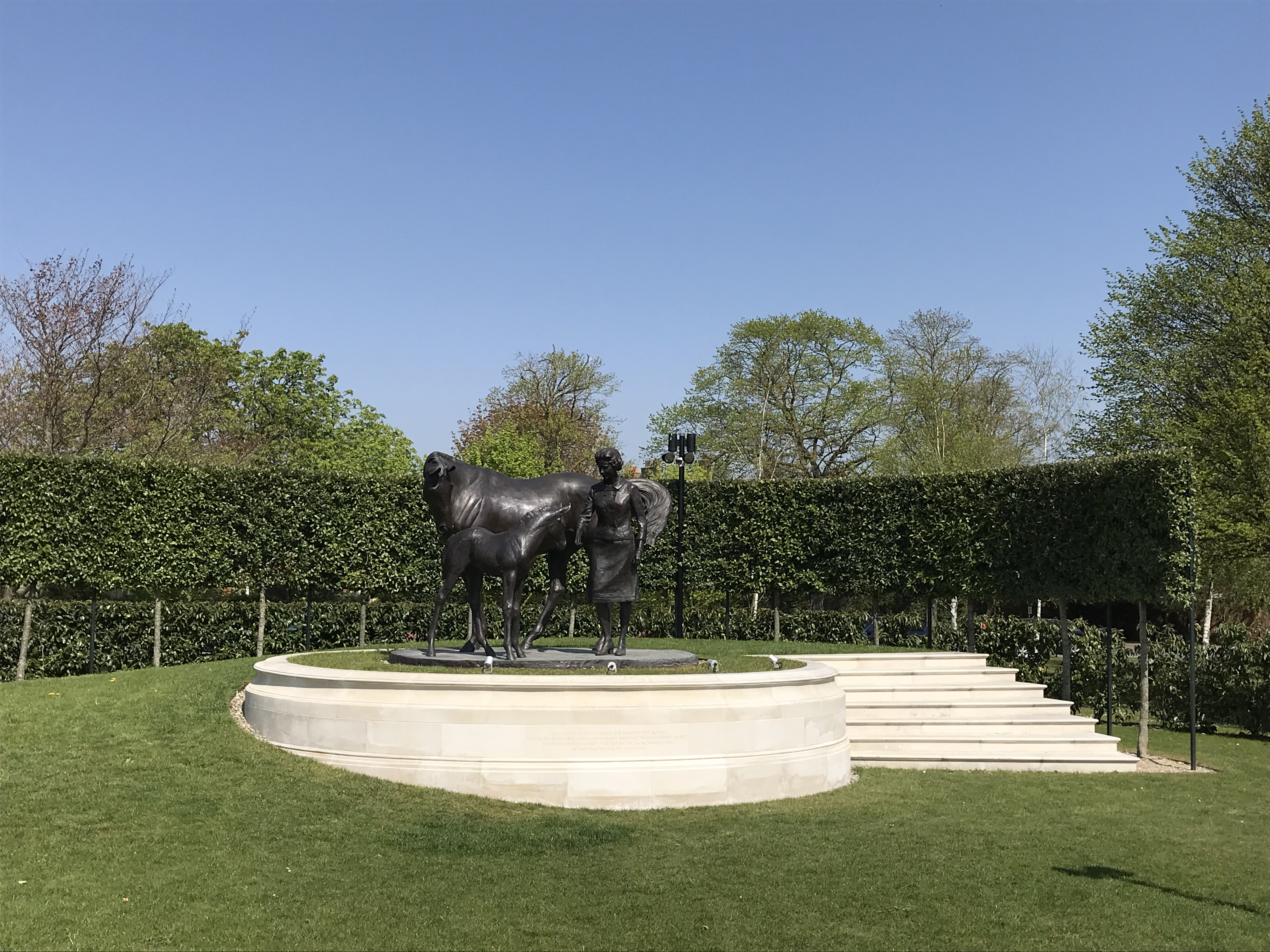
Bronze-Statue von Königin Elisabeth II.

Newmarket ist das britische Zentrum der Rennpferdezucht und ein weltweit bedeutender Standort dieser Branche. Im Pferderennsport ist die Vollblutzucht von zentraler Bedeutung für den Erfolg. Große, internationale Zuchtgesellschaften kontrollieren die wichtigen Hengste und betreiben Gestüte in der Stadt.
Das weltweit tätige Zuchtunternehmen Darley Stud befindet sich am Rande von Newmarket im Besitz von Scheich Mohammed bin Rashid Al Maktoum. Es besitzt die Zuchthengste New Approach, Cape Cross, Dubawi, Sepoy und Raven’s Pass sowie große Flächen im Süden der Stadt.
Ein weiteres weltweit tätiges Unternehmen ist Shadwell Stud, das sich früher im Besitz von Scheich Hamdan bin Rashid Al Maktoum befand. Zu Shadwell Stud gehören mehrere Gestüte in der Nähe sowie die Hengste Nayef, Sakhee, Haafhd und Eswarah.
In der Nähe befindet sich zudem das große Gestüt von Juddmonte Farms, einem Unternehmen, das sich auf Pferderennen und -Zucht spezialisiert hat. Es wurde 1983 von Khalid bin Abdullah Al Saud gegründet und ging nach dessen Tod im Jahr 2021 in den Besitz seiner Familie über. Zu seinen Hengsten gehörten Frankel, Observatory, Dansili, Champs Élysées und Three Valley.
Nicht weit von der Stadt liegt das Cheveley Park Stud (Pivotal, Mayson, Medicean). Lanwades Stud (Aussie Rules, Hernando, Sir Percy') hat ebenfalls seinen Sitz in der Nähe. Ebenfalls dort ansässig sind Newsells Park Stud(Equiano), und The Royal Studs(Motivator). Auch andere Teile der Stadt sind von einigen der weltweit größten und erfolgreichsten Gestüten umgeben.

### National Stud Newmarket
In der Nähe des July Course wurde im Jahr 1916 eine Zuchtstätte für Vollblutpferde gegründet. Im Jahr 1967 eröffnete Königin Elisabeth II. schließlich das Gestüt „National Stud“. Es befindet sich im Besitz des Jockey Clubs. Neben der kommerziellen Zucht bietet es Ausbildungs- und Trainingsmöglichkeiten an. Das. Gestüt kann besichtigt werden.

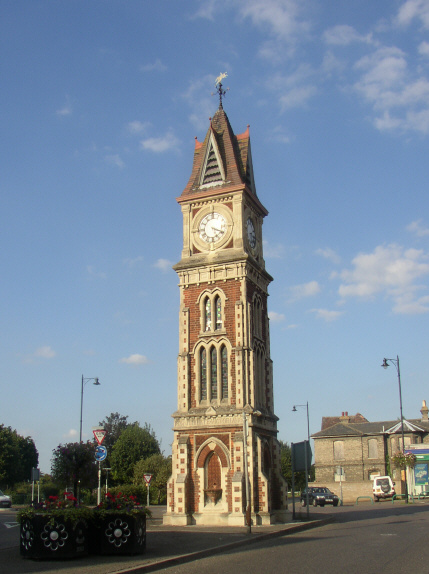
Jubilee Clocktower
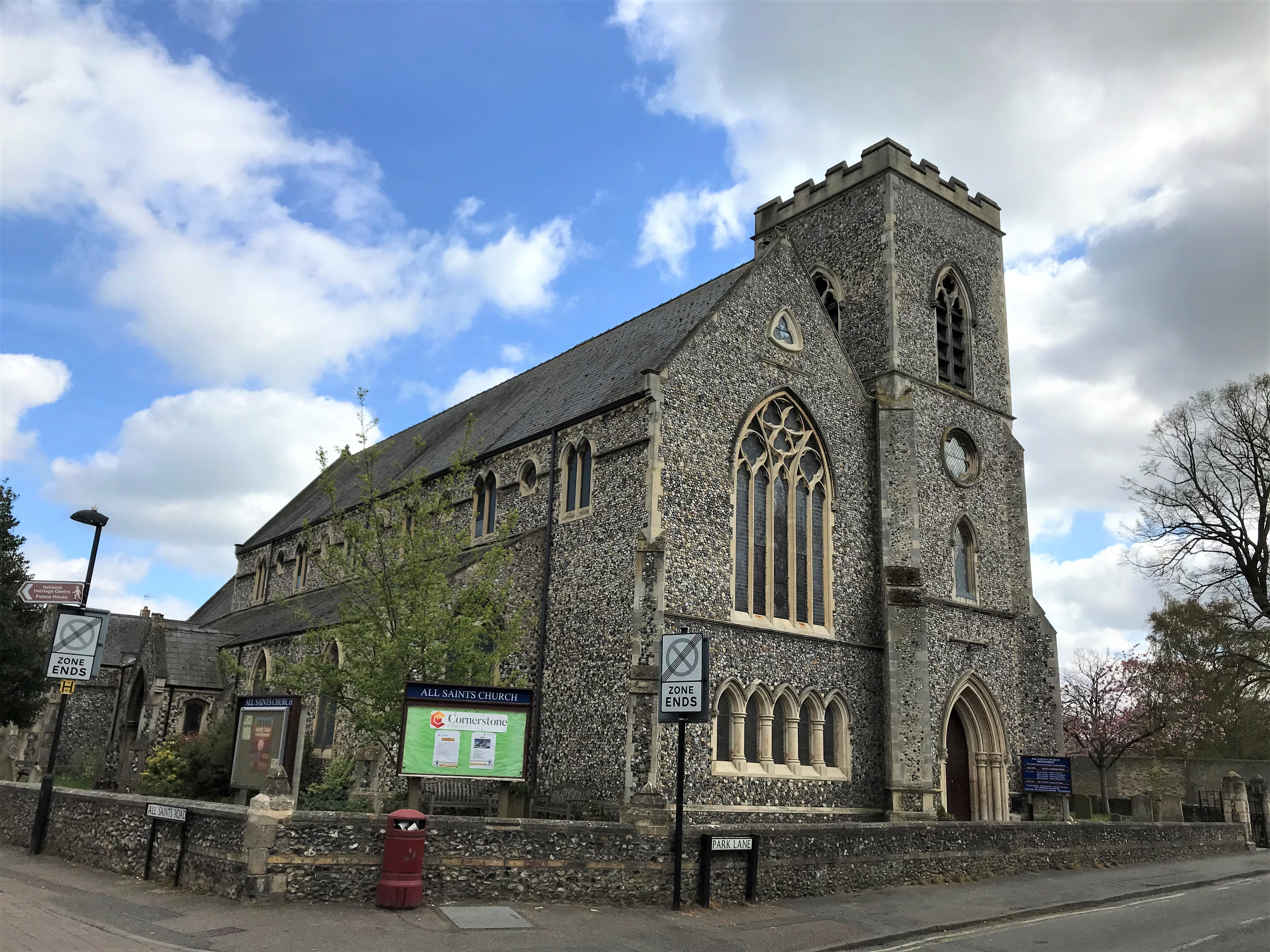
All Saints Church
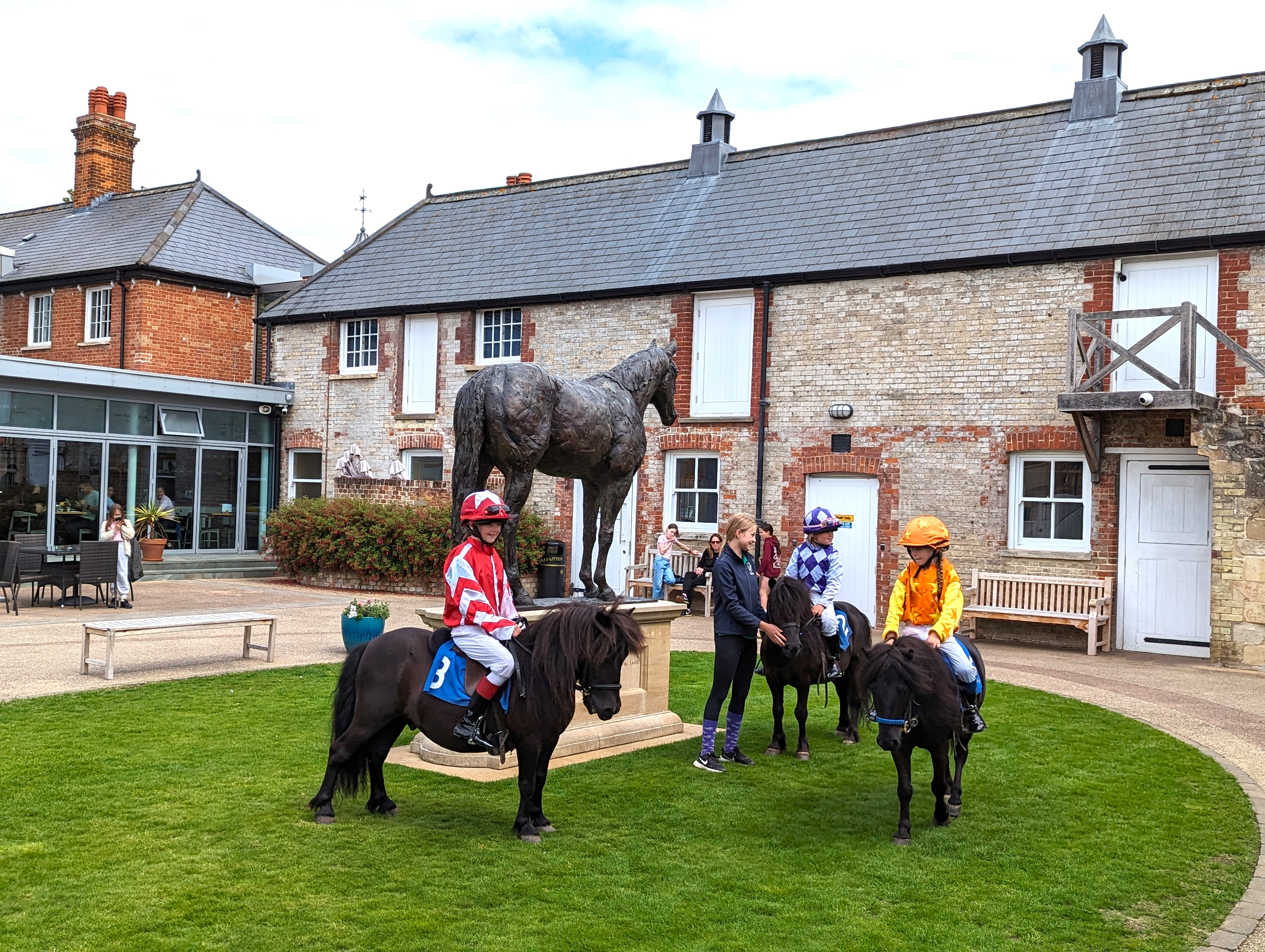
National Horse Racing Museum
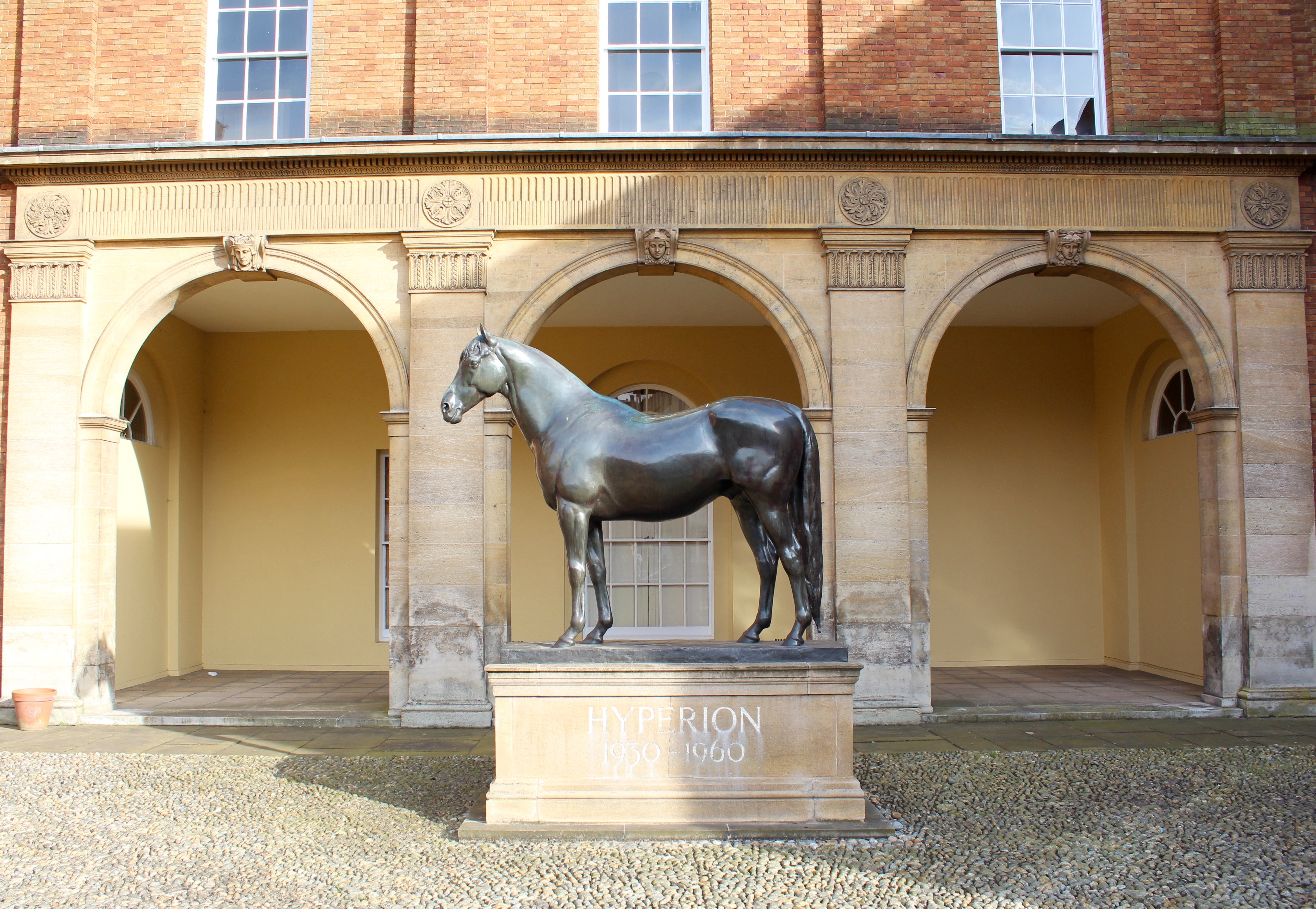
Jockey Club
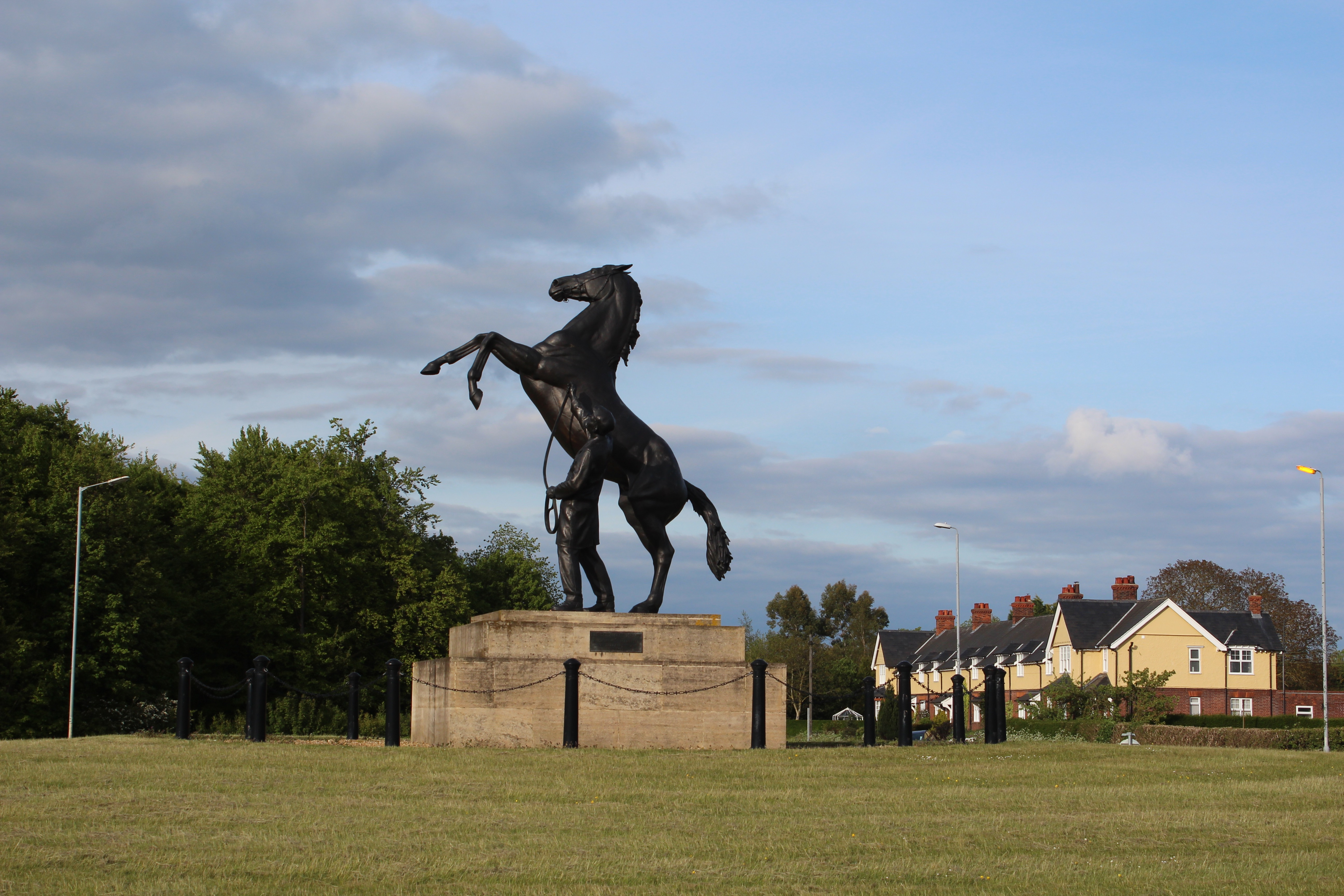
Pferdestatue vor der July-Tribüne
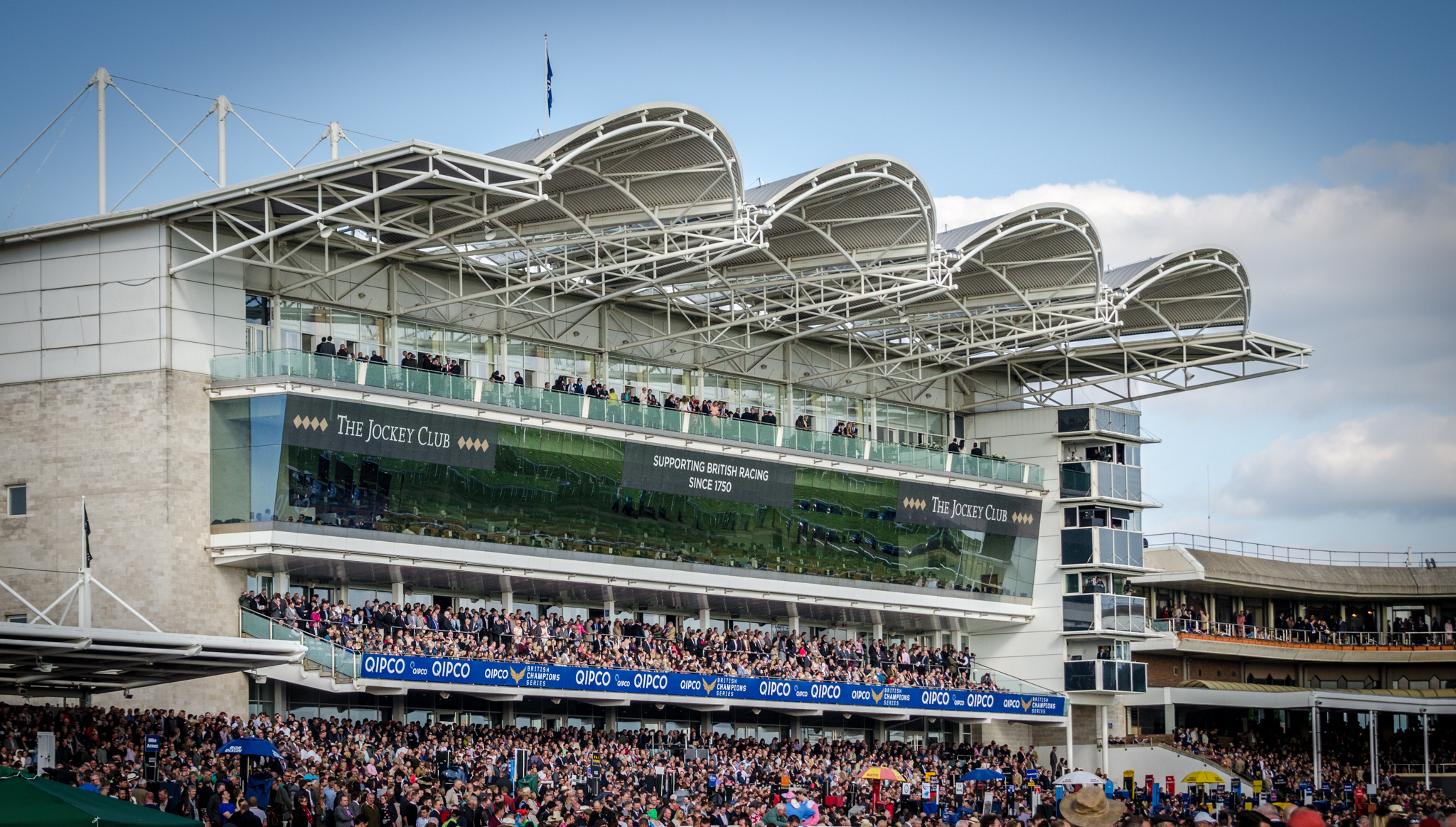
Rowley Mile-Tribüne
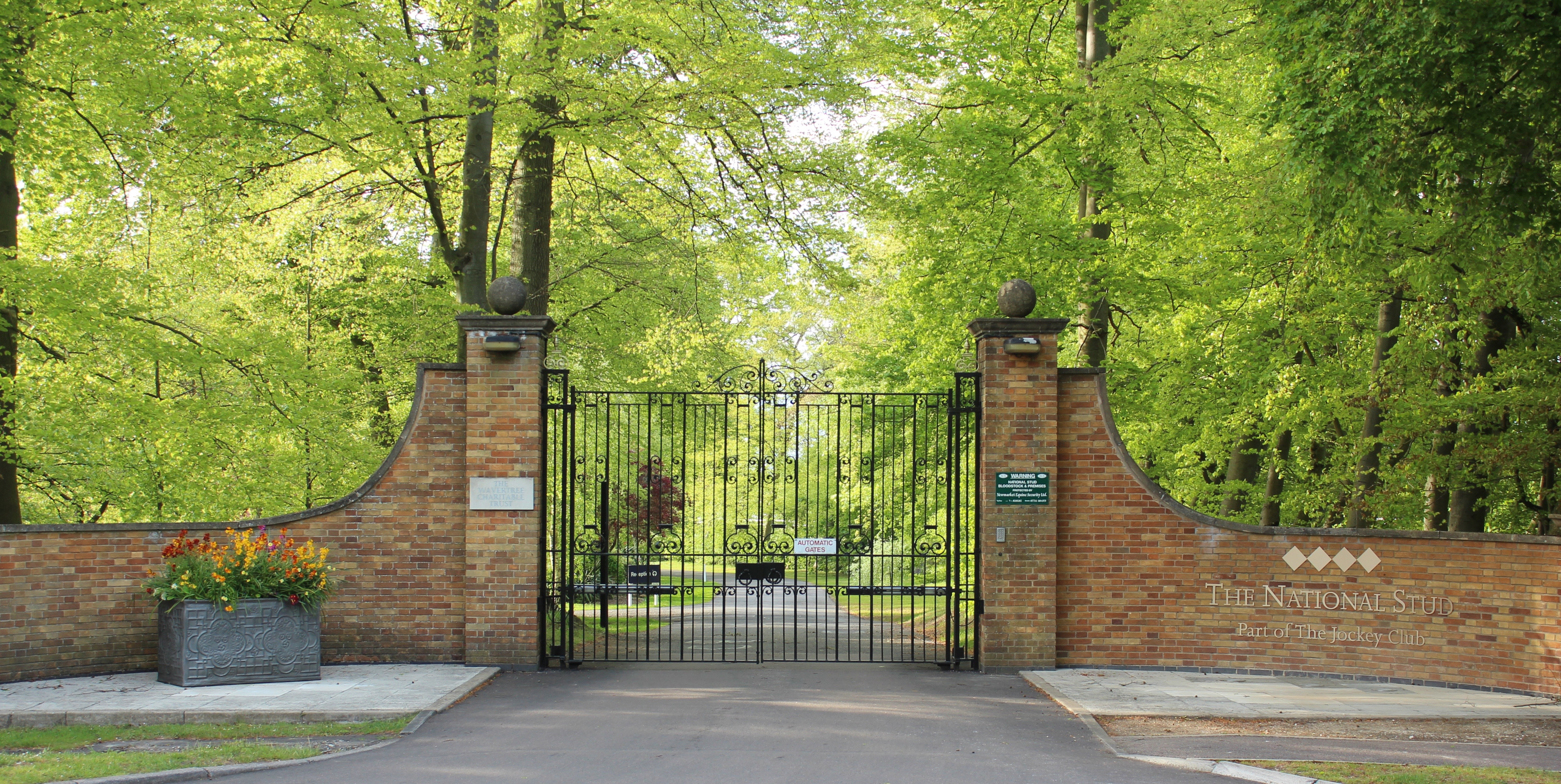
National Stud

## Städtepartnerschaften
Partnerstädte von Newmarket sind Lexington (Kentucky) sowie Maisons-Laffitte und deren Nachbargemeinde Le Mesnil-le-Roi in Frankreich.

## Persönlichkeiten
- George Arnull (1880–1960), Galopptrainer
- William Thomas Tutte (1917–2002), Mathematiker und Kryptologe
- Jimmy Gardner (1924–2010), Schauspieler
- Paul Day (* 1958), Tischtennis-Nationalspieler
- Dina Carroll (* 1968), R&B- und Pop-Sängerin
- Acer Nethercott (1977–2013), Steuermann im Rudersport
- Lee Johnson (* 1981), Fußballspieler und -trainer
- Brett Claydon (* 1982), Dartspieler
- Goldie Sayers (* 1982), Speerwerferin
- Ross Edgar (* 1983), Bahnradfahrer

## Nachweise
1. ↑  citypopulation – Newmarket (Suffolk), abgerufen am 12. November 2017.
2. ↑  Joyce Kay, Wray Vamplew: Encyclopedia of British Horse Racing. Routledge, 2005, ISBN 1-135-76266-X, Newmarket, S. 205–207 (englisch).
3. ↑  Robert Black: The Jockey Club and its founders: in three periods. London: Smith, Elder 1891.
4. ↑  National Horseracing Museu
5. 1 2  Newmarket horseracing industry report - Local, national and international impact of the horseracing industry in Newmarket -September 2015, auf westsuffolk.gov.uk
6. ↑  Cesarewitch Handicap, auf horseracing.co.uk
7. ↑  Newmarket Nights, auf newmarketracingclub.com
8. ↑  Newmarket Town Plate, thejockeyclub.co.uk
9. ↑  About us. In: darleyeurope.com. Archiviert vom Original am 14. November 2014; abgerufen am 2. Dezember 2014 (englisch).
10. ↑   United Arab Emirates profile – Leaders In: BBC News, 28. August 2011. Abgerufen am 2. Dezember 2014 (englisch).
11. ↑  Darley Newmarket. In: visitsuffolk.com. Archiviert vom Original am 3. März 2016; abgerufen am 2. Dezember 2014 (englisch).